# Leucoscypha
Leucoscypha är ett släkte av svampar. Leucoscypha ingår i familjen Pyronemataceae, ordningen skålsvampar, klassen Pezizomycetes, divisionen sporsäcksvampar och riket svampar.